# Europamästerskapen i friidrott 1969
Europamästerskapen i friidrott 1969 var de nionde Europamästerskapen i friidrott och genomfördes 16 september – 21 september 1969 på Olympiastadion i Aten i Grekland.
Vid tävlingarna noterades inte mindre än fem världsrekord, ett av dem dessutom två gånger. Fyra av rekorden sattes i damgrenar, varav ett i stafett 4 x 400 m såväl i försök som i final.

## Förkortningar
- WR = Världsrekord
- ER = Europarekord
- CR = Mästerskapsrekord

## Medaljörer, resultat

### Herrar
| Gren               | Guld                                                                              | Guld         | Silver                                                                          | Silver  | Brons                                                                              | Brons   |
| 100 meter          | Valerij Borzov Sovjetunionen                                                      | 10,4         | Alain Sarteur Frankrike                                                         | 10,4    | Philippe Clerc Schweiz                                                             | 10,5    |
| 200 meter          | Philippe Clerc Schweiz                                                            | 20,6 (CR)    | Hermann Burde Östtyskland                                                       | 20,9    | Zenon Nowosz Polen                                                                 | 20,9    |
| 400 meter          | Jan Werner Polen                                                                  | 45,7 (CR)    | Jean-Claude Nallet Frankrike                                                    | 45,8    | Stanislaw Gredzinski Polen                                                         | 45,8    |
| 800 meter          | Dieter Fromm Östtyskland                                                          | 1.45,9 (CR)  | Jozef Plachý Tjeckoslovakien                                                    | 1.46,2  | Manfred Matuschewski Östtyskland                                                   | 1.46,8  |
| 1 500 meter        | John Whetton Storbritannien                                                       | 3.39,4 (CR)  | Frank Murphy Irland                                                             | 3.39,5  | Henryk Szordykowski Polen                                                          | 3.39,8  |
| 5 000 meter        | Ian Stewart Storbritannien                                                        | 13.44,8      | Rasjid Sjarafjetdinov Sovjetunionen                                             | 13.45,8 | Alan Blinston Storbritannien                                                       | 13.47,6 |
| 10 000 meter       | Jürgen Haase Östtyskland                                                          | 28.41,6      | Mike Tagg Storbritannien                                                        | 28.43,2 | Nikolai Sviridov Sovjetunionen                                                     | 28.45,8 |
| Maraton            | Ron Hill Storbritannien                                                           | 2:16.47      | Gaston Roelants Belgien                                                         | 2:17.22 | Jim Alder Storbritannien                                                           | 2:19.05 |
| 110 meter häck     | Eddy Ottoz Italien                                                                | 13,5 (CR)    | David Hemery Storbritannien                                                     | 13,7    | Alan Pascoe Storbritannien                                                         | 13,9    |
| 400 meter häck     | Vjatjeslav Skomorochov Sovjetunionen                                              | 49,7         | John Sherwood Storbritannien                                                    | 50,1    | Andrew Todd Storbritannien                                                         | 50,3    |
| 3 000 meter hinder | Michail Zjelev Bulgarien                                                          | 8.25,0 (CR)  | Aleksandr Morosov Sovjetunionen                                                 | 8.25,6  | Vladimir Dudin Sovjetunionen                                                       | 8.26,6  |
| 4 x 100 meter      | Frankrike: Alain Sarteur Patrick Bourbeillon Gérard Fenouil François Saint-Gilles | 38,8 (CR)    | Sovjetunionen: Aleksandr Lebedev Vladislav Sapeja Nikolai Ivanov Valerij Borzov | 39,3    | Tjeckoslovakien: Ladislav Kriz Zdionys Szögedi Jiři Kynos Ludvik Bohman            | 39,5    |
| 4 x 400 meter      | Frankrike: Gilles Bertould Christian Nicolau Jacques Carette Jean-Claude Nallet   | 3.02,3 (CR)  | Sovjetunionen: Jevgenij Borisenko Boris Savtjuk Jurij Sorin Aleksandr Bratjikov | 3.03,0  | Västtyskland: Horst-Rüdiger Schlöske Ingo Röper Gerhard Hennige Martin Jellinghaus | 3.05,7  |
| 20 km gång         | Paul Nihill Storbritannien                                                        | 1:30.48      | Leonida Caraiasifoglu Rumänien                                                  | 1:31.06 | Nikolai Smaga Sovjetunionen                                                        | 1:31.20 |
| 50 km gång         | Christoph Höhne Östtyskland                                                       | 4:12.32 (CR) | Peter Selzer Östtyskland                                                        | 4:16.10 | Venjamin Soldatenko Sovjetunionen                                                  | 4:23.04 |
| Höjdhopp           | Valentin Gavrilov Sovjetunionen                                                   | 2,17         | Reijo Vähälä Finland                                                            | 2,17    | Erminio Azzaro Italien                                                             | 2,17    |
| Längdhopp          | Igor Ter-Ovanesian Sovjetunionen                                                  | 8,17         | Lynn Davies Storbritannien                                                      | 8,07    | Tönu Lepik Sovjetunionen                                                           | 8,04    |
| Stavhopp           | Wolfgang Nordwig Östtyskland                                                      | 5,30 (CR)    | Kjell Isaksson Sverige                                                          | 5,20    | Aldo Rigi Italien                                                                  | 5,10    |
| Trestegshopp       | Viktor Sanejev Sovjetunionen                                                      | 17,34 (CR)   | Zoltan Cziffra Ungern                                                           | 16,85   | Klaus Neumann Östtyskland                                                          | 16,68   |
| Kulstötning        | Dieter Hoffmann Östtyskland                                                       | 20,12 (CR)   | Heinz-Joachim Rothenburg Östtyskland                                            | 20,05   | Hans-Peter Gies Östtyskland                                                        | 19,78   |
| Diskuskastning     | Hartmut Losch Östtyskland                                                         | 61,82 (CR)   | Ricky Bruch Sverige                                                             | 61,08   | Lothar Milde Östtyskland                                                           | 59,34   |
| Släggkastning      | Anatolij Bondartjuk Sovjetunionen                                                 | 74,68 (WR)   | Romuald Klim Sovjetunionen                                                      | 72,74   | Reinhard Theimer Östtyskland                                                       | 72,02   |
| Spjutkastning      | Jānis Lūsis Sovjetunionen                                                         | 91,52 (CR)   | Pauli Nevala Finland                                                            | 89,58   | Janusz Sidło Polen                                                                 | 82,90   |
| Tiokamp            | Joachim Kirst Östtyskland                                                         | 8 041 (CR)   | Herbert Wessel Västtyskland                                                     | 7 828   | Viktor Tjelnikov Sovjetunionen                                                     | 7 801   |

### Damer
| Gren           | Guld                                                                        | Guld        | Silver                                                               | Silver | Brons                                                                     | Brons  |
| 100 meter      | Petra Vogt Östtyskland                                                      | 11,6        | Wilma van den Berg Nederländerna                                     | 11,7   | Anita Neil Storbritannien                                                 | 11,8   |
| 200 meter      | Petra Vogt Östtyskland                                                      | 23,3        | Renate Meissner Östtyskland                                          | 23,3   | Valerie Peat Storbritannien                                               | 23,3   |
| 400 meter      | Nicole Duclos Frankrike                                                     | 51,7 (WR)   | Colette Besson Frankrike                                             | 51,7   | Maria Sykora Österrike                                                    | 53,0   |
| 800 meter      | Lillian Board Storbritannien                                                | 2.01,4 (CR) | Annelise Damm-Olesen Danmark                                         | 2.02,6 | Vera Nikolić Jugoslavien                                                  | 2.02,6 |
| 1 500 meter    | Jaroslava Jehlicková Tjeckoslovakien                                        | 4.10,7 (WR) | Maria Gommers Nederländerna                                          | 4.11,9 | Paola Pigni Italien                                                       | 4.12,0 |
| 100 meter häck | Karin Balzer Östtyskland                                                    | 13,3 (CR)   | Bärbel Podeswa Östtyskland                                           | 13,6   | Teresa Nowak Polen                                                        | 13,7   |
| 4 x 100 meter  | Östtyskland: Regina Höfer Renate Meissner Bärbel Podeswa Petra Vogt         | 43,6 (CR)   | Västtyskland: Bärbel Höhnle Jutta Stöck Rita Jahn Ingrid Becker      | 44,0   | Storbritannien: Anita Neal Denise Ramsden Sheala Cooper Valerie Peat      | 44,3   |
| 4 x 400 meter  | Storbritannien: Rosemary Stirling Patricia Lowe Janet Simpson Lillian Board | 3.30,8 (WR) | Frankrike: Bernadette Martin Nicole Duclos Elian Jacq Colette Besson | 3.30,8 | Västtyskland: Christa Czekay Antje Gleichfeld Inge Eckhoff Christel Frese | 3.32,7 |
| Höjdhopp       | Miloslava Rezková Tjeckoslovakien                                           | 1,83 (CR)   | Antonina Lasareva Sovjetunionen                                      | 1,83   | Maria Mracnová Tjeckoslovakien                                            | 1,83   |
| Längdhopp      | Miroslava Sarna Polen                                                       | 6,49        | Viorica Viscopoleanu Rumänien                                        | 6,45   | Berit Berthelsen Norge                                                    | 6,44   |
| Kulstötning    | Nadezjda Tjizjova Sovjetunionen                                             | 20,43 (WR)  | Margitta Gummel Östtyskland                                          | 19,58  | Marita Lange Östtyskland                                                  | 18,56  |
| Diskuskastning | Tamara Danilova Sovjetunionen                                               | 59,28 (CR)  | Ludmila Moravjeva Sovjetunionen                                      | 59,24  | Karin Illgen Östtyskland                                                  | 58,66  |
| Spjutkastning  | Angela Ranky Ungern                                                         | 59,76 (CR)  | Magda Vidos Ungern                                                   | 58,80  | Valentina Evert Sovjetunionen                                             | 56,56  |
| Femkamp        | Liese Prokop Österrike                                                      | 5 030 (CR)  | Meta Antenen Schweiz                                                 | 4 793  | Maria Sjizjakova Sovjetunionen                                            | 4 773  |

## Medaljfördelning
| Medaljfördelning |                 |      |        |       |        |
| Plats            | Land            | Guld | Silver | Brons | Totalt |
| 1                | Östtyskland     | 11   | 6      | 7     | 24     |
| 2                | Sovjetunionen   | 8    | 7      | 8     | 23     |
| 3                | Storbritannien  | 6    | 4      | 7     | 17     |
| 4                | Frankrike       | 4    | 4      | -     | 8      |
| 5                | Tjeckoslovakien | 2    | 1      | 2     | 5      |
| 6                | Polen           | 2    | -      | 5     | 7      |
| 7                | Ungern          | 1    | 2      | -     | 3      |
| 8                | Schweiz         | 1    | 1      | 1     | 3      |
| 9                | Nederländerna   | 1    | 1      | -     | 2      |
| 10               | Italien         | 1    | -      | 3     | 4      |
| 11               | Österrike       | 1    | -      | 1     | 2      |
| 12               | Bulgarien       | 1    | -      | -     | 1      |
| 13               | Västtyskland    | -    | 2      | 2     | 4      |
| 14               | Finland         | -    | 2      | -     | 2      |
|                  | Rumänien        | -    | 2      | -     | 2      |
|                  | Sverige         | -    | 2      | -     | 2      |
| 17               | Belgien         | -    | 1      | -     | 1      |
|                  | Danmark         | -    | 1      | -     | 1      |
|                  | Irland          | -    | 1      | -     | 1      |
| 20               | Jugoslavien     | -    | -      | 1     | 1      |
|                  | Norge           | -    | -      | 1     | 1      |